# سفر زیارتی چایلد هارولد
سفر زیارتی چایلد هارولد نام یک شعر روایی در چهار بند است که توسط لرد بایرون، نویسندهٔ اهل انگلستان نوشته شده است. این شعر که اولین شعر بلند بایرون نیز تلقی می‌شود سفرها، تجربیات و اندیشه های جوانی بیزار و خسته از زندگی را روایت می کند که برای گذران وقت در سرزمین های بیگانه سفری دور و دراز در پیش می گیرد. این کتاب توسط پرویز شبرنگ به فارسی برگردان شده است.